# Ketty Guttmann
Katharine "Ketty" Guttmann, nacida Katherina Ekey (Hungen, 29 de abril de 1883-25 de septiembre de 1967), fue una política comunista alemana y defensora de los derechos de las prostitutas.

## Biografía
Katherina Ekey nació en Hungen, una pequeña ciudad de las colinas al norte de Fráncfort del Meno. Cuando se casó con un hombre llamado "Guttmann", se trasladó a Hamburgo y se afilió al Partido Socialdemócrata ("Sozialdemokratische Partei Deutschlands" / SPD). En 1914, cuando estalló la guerra, la decisión de la dirección del SPD de apoyar la financiación de la guerra no contó con el apoyo universal del partido, y se volvió más polémica a medida que aumentaban las matanzas en el frente y la indigencia en casa. En 1917 el partido se dividió, principalmente por la cuestión del apoyo a la guerra, y Ketty Guttmann se pasó a la facción disidente, que pasó a llamarse Partido Socialdemócrata Independiente (Unabhängige Sozialdemokratische Partei Deutschlands / USPD). Durante el año de revolución que siguió a la guerra, Guttmann adquirió reputación como oradora y activista. No está claro cuándo murió su marido, pero en relación con los acontecimientos de 1919 se la describe como una "viuda de 36 años". Creó un sindicato de prostitutas en Hamburgo y luchó por los derechos de negociación colectiva de las prostitutas. El sindicato se desintegró una vez que se calmaron los acontecimientos revolucionarios. Cuando el propio USPD se dividió a finales de 1920, ella formó parte de la mayoría que constituyó el recién creado Partido Comunista Alemán.
En 1921 fue elegida miembro comunista de la "Hamburgische Bürgerschaft" (como se conocía a la legislatura regional), conservando su escaño hasta 1924. También hizo campaña por los derechos de las prostitutas. Fue cofundadora, y luego una de las dos principales colaboradoras, del semanario "La picota - Publicación de las chicas de alquiler de Hamburgo" ("Der Pranger - Organ der Hamburger Kontrollmädchen"), producido por el Sindicato de Prostitutas de Hamburgo.
Tras el breve levantamiento de Hamburgo, en octubre de 1923, huyó a Moscú, donde permaneció unos meses. Regresó a casa en 1924, desilusionada. Bajo el lema "Lejos de Moscú" ("Los von Moskau") -también el título de un folleto que publicó sobre el tema- lanzó una diatriba contra el Partido Comunista y la Comintern, a los que condenó como oportunistas y contrarrevolucionarios. Pidió la disolución de la Comintern porque, lejos de representar la revolución obrera, simplemente seguía los intereses de la política exterior de la Unión Soviética. En cierto modo, su posición se acercaba a la del escindido Partido Comunista de los Trabajadores ("Kommunistische Arbeiter-Partei Deutschlands" / KAPD). Encontró cierto apoyo a sus opiniones entre los grupos de trabajadores de Hamburgo, pero la dirección del Partido Comunista Alemán, que mantenía relaciones cordiales con su partido hermano soviético, no se dejó impresionar, y en julio de 1924 fue expulsada del partido.
Sin embargo, fuera del partido siguió siendo activa como comunista de extrema izquierda y se unió a la Organización de Unidad de la Unión General de Trabajadores "comunismo consejista". En los años siguientes colaboró con artículos en "Die Harpune", la revista cultural de Heinrich Laufenberg. En la mayoría de los casos, su huella desaparece de las fuentes históricas posteriores, pero se sabe que sobrevivió a los años del nazismo y que se trasladó a Burscheid, desde donde mantuvo correspondencia con Ruth Fischer en 1947. En la década de 1950, siguió publicando en revistas anarquistas.